# Pietro Rubini
Pietro Rubini (Parma, 24 agosto 1760 – Parma, 15 maggio 1819) è stato un medico italiano.
Si laureò in medicina all'Università di Parma nel 1782. Dopo aver lavorato per alcuni anni all'Ospedale di Parma, nel 1788 gli venne assegnata una condotta a Compiano. Stava per trasferirvisi con la famiglia quando, su proposta del protomedico Camuti, fu inviato, assieme ad un altro giovane medico, Luigi Borani, a seguire lezioni nelle università straniere, agevolato dal fatto di conoscere le lingue francese, inglese e tedesca.
Andò prima a Pavia (1789), dove udì le lezioni di Pietro Frank, poi a Montpellier (1790) e a Lione (1791), dove assistette alle lezioni del celebre Louis Vitet. Andò poi ad Edimburgo, dove studiò con Monroe, Hamilton, Home e Gregory. Sulla via del ritorno in Italia si fermò a Parigi (1792).
Tornò a Parma in giugno del 1792, e due anni dopo ottenne la cattedra di clinica medica. Nel 1801 fu ammesso al Collegio dei medici di Parma. Fu uno dei fondatori della Società Medico Chirurgica di Parma nel 1804, della quale divenne  presidente e tra i principali collaboratori del Giornale Medico Chirurgico, pubblicato dal 1806 al 1813 da tale società.
Nel 1807 fu ammesso all'Accademia Nazionale delle Scienze.
Nel 1816 la duchessa Maria Luigia lo nominò protomedico della corte ducale. Appassionato di letteratura, fu tra i fondatori della Società del Gabinetto Letterario, della quale fu presidente nel 1815.
Nell'atrio della sede centrale dell'Università di Parma si trova un suo busto, opera di Tommaso Bandini, collocato di fronte a quello di Giovanni Rasori.
Tra i suoi numerosi scritti, sono da ricordare:
- Sull'attività della Datisca Cannabina di Linneo contro le febbri intermittenti (1794);
- L'azione specifica della china-china sulle vie urinarie (1799);
- Sopra la maniera meglio atta ad impedir la recidiva delle febbri periodiche già troncate col mezzo della china-china (1805).